# Néstor Abad
Néstor Abad Sanjuan, (Alcoy, Alicante, 29 de marzo de 1993) es un deportista español, que compite en gimnasia artística. Durante su trayectoria como gimnasta ha participado en tres Juegos Olímpicos.

## Trayectoria
Consiguió en 2010 tres medallas en los Juegos Olímpicos de la Juventud, una medalla de plata en la prueba de barra fija y dos bronces en la pruebas de anillas y salto de caballo; también participó en la pruebas de suelo, siendo séptimo y vigésimo octavo en el total de todos los ejercicios.
En 2013, obtuvo la medalla de plata en el campeonato de España, siendo campeón en los años 2015, 2016, 2018, 2019 y 2020, volviendo a ser medalla de plata en 2023. En ese año participó por primera vez en un mundial a nivel absoluto con la selección española, clasificándose vigésimo en el concurso general.
En 2015 se celebraron los I Juegos Europeos, en los que fue sexto en el total concurso general individual; participó también en la prueba por equipos, en la que el equipo español terminó en séptima posición, clasificándose así para los Juegos Olímpicos de Río de Janeiro 2016, en la prueba individual. En 2016 se celebró el Campeonato Europeo de Gimnasia Artística de 2016, en el que consiguió ser octavo en la prueba de equipos junto a sus compañeros. En los Juegos Olímpicos de Río de Janeiro consiguió ser decimonoveno en barra fija.
En 2018, en los Juegos del Mediterráneo de Tarragona, ganó la medalla de oro por equipos y la medalla de bronce en barra fija. En ese mismo año se celebró el Campeonato de Europa de Gimnasia Artística en Glasgow, en el que fue el 16.º clasificado en barra fija y 6.º en el concurso por equipos. En el mundial de Doha que se celebró también en 2018, el mejor resultado fue un 11.º puesto en el concurso individual, al igual que en equipos.
En 2019, en el mundial de Stuttgart, el equipo consiguió la 11.ª posición, obteniendo con ello el pase olímpico para los Juegos Olímpicos de Tokio 2020. Se clasificó para la final del concurso general de GAM, donde terminó 22.º con 80 098 puntos. El resultado de los Juegos Olímpicos de Tokio, celebrados en 2021, no fue muy bueno a nivel individual, aunque con el equipo consiguió un 12.º puesto.
En 2022 su mejor resultado fue el 6.º lugar en barras paralelas en el europeo y en el mundial de Liverpool en el concurso general por equipos. Además Néstor sufrió una miocarditis, que finalmente superó. A principios de 2023 el equipo español de gimnasia artística sufrió un accidente de tráfico, siendo el más perjudicado su compañero Joel Plata. Néstor salió ileso. Ese mismo año en el mundial de Bélgica, España fue 9.ª por equipos y con este resultado obtuvo el pase olímpico para los Juegos Olímpicos de París 2024.
En el Campeonato Europeo de Gimnasia Artística de 2023, el equipo español consiguió el 6.º lugar en la prueba por equipos, siendo Néstor el que más puntuación obtendría del equipo, lo que le permitió acceder a las finales del concurso completo y barra fija, en las que se clasificó en 13.º lugar en el concurso completo y 4.º en la barra fija, con la misma puntuación que el medallista de bronce Ilia Kovtun, pero con menos dificultad que el realizado por el ucraniano. En el Campeonato Mundial de Gimnasia Artística de 2023 no consiguió entrar en la final del concurso completo, siendo el 27.º con una puntuación de 80 899 y quedando como primer reserva.

## Palmarés internacional
| Juegos Mediterráneos | Juegos Mediterráneos | Juegos Mediterráneos | Juegos Mediterráneos |
| Año                  | Lugar                | Medalla              | Prueba               |
| -------------------- | -------------------- | -------------------- | -------------------- |
| 2013                 | Turquía              | Medalla de oro       | Por equipos          |
| 2013                 | Turquía              | Medalla de oro       | Salto de gimnasia    |
| 2018                 | España               | Medalla de oro       | Por equipos          |
| 2018                 | España               | Medalla de bronce    | Barra horizontal     |